# Carex styloflexa
Carex styloflexa är en halvgräsart som beskrevs av Samuel Botsford Buckley. Carex styloflexa ingår i släktet starrar, och familjen halvgräs. Inga underarter finns listade i Catalogue of Life.